# Henryk Grajek
Henryk Grajek (ur. 12 marca 1940 w Somain we Francji, zm. 13 stycznia 2003 w Boguszowie-Gorcach) – polski artysta plastyk, grafik, malarz, twórca ekslibrisów, członek wrocławskiej grupy grafików „Rys” i Wrocławskiego Towarzystwa Przyjaciół Sztuk Pięknych.

## Życiorys
Urodził się w rodzinie górniczej. Po zakończeniu wojny rodzina Grajków wróciła do Polski i osiedliła się na stałe w Boguszowie-Gorcach, gdzie Henryk Grajek uczęszczał do szkół. Po ukończeniu edukacji przez wiele lat pracował w Kopalni Węgla Kamiennego „Victoria” w Wałbrzychu oraz jako plastyk w Wałbrzyskich Zakładach Przemysłu Lniarskiego „Camela” (do przejścia na emeryturę). Nie ukończył żadnej szkoły artystycznej, był samoukiem. Ekslibrisy wykonywał w technice linorytu. Oprócz znaków książkowych tworzył obrazy olejne i dużą grafikę użytkową.

## Udział w wystawach ekslibrisu
Brał udział w ponad 300 konkursach i wystawach ekslibrisów w kraju i za granicą, min.:
- Wystawa Indywidualna, Boguszów-Gorce 1974
- Wystawa Indywidualna, Woroneż, Rosja 1974
- IV Ogólnopolska Wystawa Ekslibrisu współczesnego, Rzeszów 1977
- Wystawa Ekslibrisu Wrocławskiego, Bolesławiec 1977
- Zabytki Dolnośląskie w ekslibrisie, Wrocław 1978
- Ekslibris w Polsce Niepodległej 1918-1978, Środa Śląska 1978
- Wystawa Ekslibrisu Dziecięcego, Wrocław 1979
- Wystawa Indywidualna, Wrocław 1979
- Pokonkursowa Wystawa Ekslibrisu, Rawicz 1979
- Wystawa Ekslibrisu Wrocławskiego, Wrocław 1979, 1980
- Wystawa Ekslibrisu Współczesnego, Wrocław 1978
- XVII Kongres Ekslibrisu, Lugano, Szwajcaria, 1978
- Międzynarodowy Konkurs na Ekslibris, Lido di Jesolo, Włochy 1979
- Wystawa Graficzna Grupy „Rys”, Eberswald, Niemcy 1979
- Wystawa Ekslibrisów Grupy „Rys”, Bolesławiec 1979
- Wystawa Ekslibrisów Grupy „Rys”, Wrocław 1980
- Wystawa Indywidualna, Rawicz 1981
- Międzynarodowy Kongres Ekslibrisu, Oxford, Wielka Brytania 1982
- Wystawa indywidualna, Warszawa 1983
- X Międzynarodowe Biennale Ekslibrisu Współczesnego, Malbork 1984
- Drzewo w Ekslibrisie, Epinal, Francja 1984
- Międzynarodowy Kongres Ekslibrisu, Weimar, Niemcy 1984
- Wystawa Polskiego Ekslibrisu o Motywach Religijnych, Toronto, Kanada 1985
- Międzynarodowa Wystawa Ekslibrisu, Warszawa 1988
- Kobieta w ekslibrisie, Praga, Czechy 1988
- Wystawa Indywidualna, Żagań 1989
- Wystawa Indywidualna, Kraków 1993
- Biennale Ekslibrisu w Maastricht, 1993
- Biennale Ekslibrisu „Congres Boston”, 2000
- Wystawa Indywidualna, Boguszów-Gorce 2001
- Biennale Ekslibrisu Polskiego, Kraków 2002

## Ekslibrisy w zbiorach
- Biblioteka Uniwersytecka we Wrocławiu
- Biblioteka im. Ossolińskich we Wrocławiu
- Biblioteka Narodowa w Warszawie
- Akademia Muzyczna w Katowicach
- Muzeum im. Przypkowskich w Jędrzejowie
- Muzeum Zamkowe w Malborku
- Central Library Oxford, Wielka Brytania
- Muzeum Exlibrisu w St. Niklaas, Belgia
- Staatliches MuseumSchlos Burgk, Niemcy
- Światowe Muzeum Drukarstwa, Niemcy